# Ilkka Kuusisto
Ilkka Kuusisto (Helsinki, 26 april 1933 – aldaar, 20 februari 2025) was een Fins componist.

## Biografie
Kussisto maakt deel uit van een muzikale stamboom. Zijn vader was Taneli Kuusisto, zonen Jaakko Kuusisto en Pekka Kuusisto zijn ook musici. Zus Irmeli Niemi was professor in de literatuurwetenschap en doctor filosofie. Broer Tuulikki Närhinsalo was muziekredacteur.
Hij kreeg vanaf 1954 zijn muziekopleiding aan de Sibeliusacademie in zijn geboortestad. Docenten waren voor compositieleer Aare Merikanto en Nils-Eric Fougstedt. In 1992 werd hij professor aan hetzelfde instituut.
Van 1960 tot 1963 was hij assistentdirigent bij de YLE (Finse omroep), aansluitend werd hij cantor/organist in het Finse stadje Meilahti. In de periode tussen 1984 en 1992 was hij directeur van de Finse Nationale Opera en Ballet. In de tussentijd bekleedde hij functies als koordirigent (Finse Opera 1963-1965), dirigent (Stadtheater Helsinki, 1965-1968), artistiek leider (muziekuitgeverij Fazer, 1982-1984), dirigent koor Klemietti-opisto (1969-1971), directeur (Koor van het Radiosymfonieorkest Finland, 1968-1977) en docent aan de Sibeliusakademie (1975-1984).
De Finse staat beloonde hem met de Pro Finlandia-medaille (1984), een Staatsprijs van 15.000 euro in 2007 en de Stadin Kundi (2008).
Kuusisto schreef veelal werken op verzoek, maar ook gelegenheidscomposities voor het ensemble waar hij werkte. Gezien zijn geschiedenis is het dan ook niet verwonderlijk dat van zijn hand een ris opera’s (18, gegevens 2019) verscheen, maar dan wel voor Fins publiek. Zo handelt de opera Aino Ackté over de Finse sopraan Aino Ackté. Andere werken vallen in de categorie balletmuziek. Er zijn twee symfonieën van hem bekend (gegevens 2019) en ook een vioolconcert. Van zijn werken is bekend, dat ze genre-overschrijdend zijn (van klassieke muziek naar lichte muziek).

## Enkele werken

### Kun talo alkaa soida (1993)
Het orkestlied Kun talo alaa soida (Wanneer het huis begint te resoneren) schreef Kuusisto voor zijn opvolger bij de Finse Opera Walter Grönroos ter gelegenheid van de opening van het nieuwe gebouw van de instelling. Grönroos was het spreken in het Fins onvoldoende machtig om een openingsrede te houden. Hij zag echter wel kans in het Fins te zingen. Kuusisto zette muziek onder een gedicht van Lasse Nummi en op 30 november 1993 werd het operahuis geopend met een lied uitgevoerd door Grönroos, het orkest van de Finse Opera stond onder leiding van Miguel Gomez-Martinez. Bariton Jorma Hynninen nam het in 2010 op voor Bis-Records. 

### Symfonie nr. 1 (1998)
Kuusisto leverde zijn eerste symfonie in 1998 op (nr. 2 volgde in 2007). De ontstaansgeschiedenis is curieus. Kuusisto zat in een ontbijttelevisieprogramma zijn verhaal te doen over een van zijn opera’s. Hij vertelde dat hij best een werk in een ander genre wilde schrijven als daartoe maar een verzoek kwam. Dirigent Osmo Vänská van het dan in opkomst zijnde Symfonieorkest van Lahti zag het programma en bestelde direct een dergelijk werk. Er vond daarbij intens contact plaats, zodat het werk op het lijf werd geschreven van genoemd orkest. Kuusisto schreef het werk in de zomer, hetgeen terug te vinden is in koekoekszang in het werk. Deel 2 is een bewerking van muziek op zijn opera Robin Hood. De symfonie kent vier delen: Andantino; Marcia, Rubato en Allegro. Het werk ging op 6 december 2000 in première door genoemde combinatie. In 2010 nam zoon Jaakko de symfonie op met het orkest uit Lahti voor het platenlabel Bis Records.

### Vioolconcert (2006)
Kuusisto componeerde zijn Concertino improvvisando voor viool en klein orkest naar aanleiding van een wedstrijd. Hij had zich ingeschreven, maar dacht niet in aanmerking te komen voor de opdracht. Hij kreeg alsnog bericht en een toelage om een vioolconcert te schrijven. Hij wendde zich tot zoon violist Pekka met de vraag wat voor soort vioolconcert nog miste in het repertoire. Pekka vertelde hem dat hij nog een vioolconcert miste waarin improvisatie een belangrijke rol speelde (buiten de cadens om). Vader schreef daarop een driedelig concert (Andante e rubato, Slow and sweet en fast) waarin niet alleen geïmproviseerd moet worden, maar de solist moet hier en daar ook fluiten. Er is in het werk Finse volksmuziek te horen, maar er zijn ook stukken die een Zuid-Amerikaans ritme hebben. De première was weggelegd voor Lasse Joamets met het Kamerorkest uit Lapland, zoon Pekka nam het in 2010 met het Kamerorkest van Lahti op voor Bis.  
Kuusisto overleed in februari 2025 op 91-jarige leeftijd.
- Bibliothèque nationale de France: cb13936642s (data)
- Gemeinsame Normdatei: 129290203
- International Standard Name Identifier: 0000 0000 8186 4011
- Library of Congress Control Number: n81081342
- MusicBrainz: 3ac58853-bbb3-4d6d-b153-e5a8f6d07295
- Système universitaire de documentation: 080110606
- Virtual International Authority File: 117289808
- WorldCat: E39PBJhhvFKdMQKrFmCpJyvj4q